# Hall City Cave
Hall City Cave est le nom d’un réseau de grottes naturelles creusées par l’eau dans une roche calcaire de la région de Shasta Cascade près d’Hayfork et de Wildwood, en Californie du Nord, aux États-Unis.
L’une des cavernes de ce réseau de grottes donne accès à un gouffre profond et plein d’eau qui n'a pas encore pu être exploré.

## Exploration
De premières opérations exploratoires sont documentées à partir de 1903, ayant conduit à la découverte par JP Smith d’un fossile remarquable (ammonite datée du Permien,).

## Écologie, patrimoine naturel
Outre un patrimoine géologique et peut-être paléontologique intéressant, ces grottes abritent des chiroptères et certains insectes et autres organismes cavernicoles rares ou remarquables, dont le papillon Triphosa haesitatata (Lepidoptera, Geometridae), nommé Twilight Moth par les anglophones, une espèce migratrice appartenant à un genre également trouvé en Eurasie aux mêmes latitudes.

## La légende du «Hall City Cave»
Selon une légende locale, des Indiens renégats auraient volé environ 100 livres de pépites d'or à des mineurs ou orpailleurs dans les années 1800 et s’en seraient débarrassé dans l'une des grottes du Hall City pour mieux échapper à leurs poursuivants. Ces Indiens auraient été arrêtés puis pendus,.
Le développement du projet collaboratif de sous-marin filoguidé OpenROV (sous licence Creative Commons Share-Alike et en matériel libre) est en partie alimenté par la légende que de l'or volé est encore caché dans les profondeurs de ce gouffre. Certains des premiers tests de l’OpenROV ont été faits dans les eaux de cette grotte,,.